# Medaglia di San Benedetto

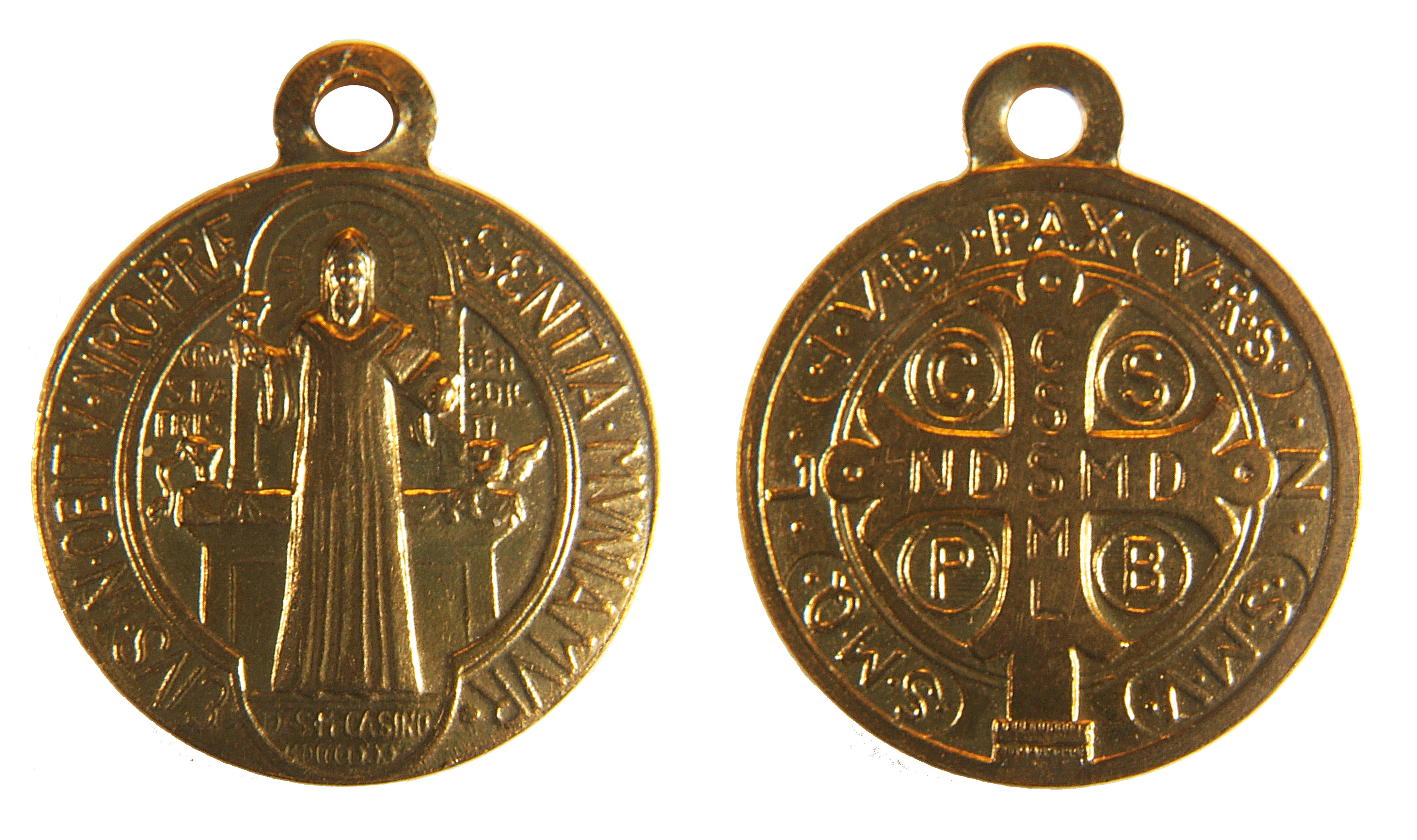
I due lati di una medaglia di San Benedetto

La medaglia di San Benedetto è una medaglia sacramentale contenente simboli e scritte correlate con Benedetto da Norcia, usate da Cattolici Romani, Anglicani, Luterani, Metodisti e Ortodossi, nella tradizione cristiana benedettina; specialmente la usa chi ha fatto voto e gli oblati.
Il retro della medaglia porta scritto Vade retro Satana ("Arretra Satana!"). A volte si indossa come parte di un rosario, altre volte separatamente. 

## Storia

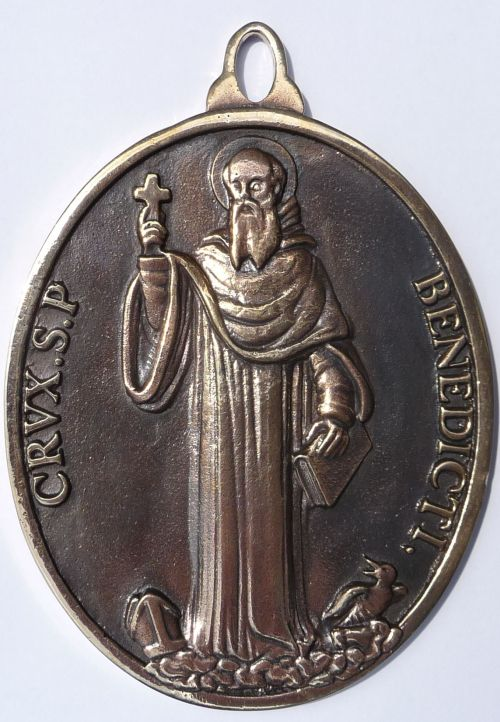
Designo tradizionale e originale della medaglia

L'ora e la data esatte della creazione della prima medaglia di San Benedetto non sono chiare. La medaglia era in origine una croce, dedicata alla devozione in onore di san Benedetto. Ad un certo punto sono state coniate medaglie che portavano l'immagine di san Benedetto con una croce in alto nella mano destra e la sua Regola per i monasteri nell'altra mano. Quindi una sequenza di lettere maiuscole è stata posizionata attorno alla grande figura della croce sul retro della medaglia. Il significato di ciò che significavano le lettere andò perduto nel tempo fino a quando intorno al 1647 fu scoperto un vecchio manoscritto presso l'abbazia benedettina di Sankt Michael a Metten. Nel manoscritto, scritto nel 1415, c'era un'immagine raffigurante san Benedetto che tiene in una mano un bastone che termina in una croce e un rotolo nell'altra. Sul bastone e sulla pergamena erano scritte per intero le parole di cui le misteriose lettere erano le iniziali, una preghiera latina di esorcismo contro Satana. Il manoscritto contiene la formula esorcismo  Vade retro Satana ("Arretra Satana"), e le lettere sono state trovate per corrispondere a questa frase.
La preghiera di esorcismo si trova in una leggenda dei primi del XIII secolo del Ponte del Diavolo a Sens, in cui un architetto vendette la sua anima al diavolo e poi si pentì. Il curato di Sens, indossando la sua stola, esorcizzò il diavolo, scacciandolo con l'acqua santa e le parole, che fece ripetere al penitente.
Medaglie con l'immagine di san Benedetto, una croce e queste lettere iniziarono a essere coniate in Germania e presto si diffusero in Europa. Vincent de Paul († 1660) sembra averlo saputo, poiché le sue Figlie della Carità l'hanno sempre indossata attaccata ai loro rosari, e per molti anni è stata creata, almeno in Francia, solo per loro. Le medaglie furono approvate per la prima volta da papa Benedetto XIV il 23 dicembre 1741 e poi il 12 marzo 1742. La medaglia nel suo aspetto tradizionale è stata usata per molti decenni ed è ancora in uso oggi.
Nel Benedictus redivivus del 1679, Gabriel Bucelin racconta diversi episodi in cui la medaglia di San Benedetto fu considerata efficace nell'affrontare malattie o calamità locali. Nel 1743 Disquisitio sacra numismata, de origine quidditate, virtute, pioque usu Numismatum seu Crucularum S. Benedicti, Abbatis, Viennae Austriae, apud Leopoldum Kaliwoda, l'abate Löbl, del monastero di Santa Margherita di Praga, ha raccomandato il ricorso alla medaglia come rimedio contro l'emorragia. Prosper Guéranger riferisce diversi episodi di conversioni religiose che attribuiscono l'intercessione di san Benedetto attraverso l'uso pio della medaglia.

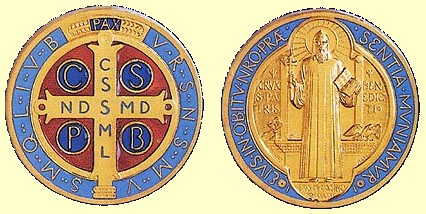
Una medaglia giubilare del monaco Desiderius Lenz, della Scuola d'arte di Beuron, realizzata per il 1400 anniversario della nascita di San Benedetto nel 1880

La medaglia del Giubileo fu assegnata nel 1880, in ricordo del 1400º anniversario della nascita di san Benedetto. Le iniziali della formula "Vade retro satana" sono state trovate sulle medaglie di San Benedetto almeno dal 1780. La medaglia del Giubileo continua ad essere il design più popolare.

## Il simbolismo

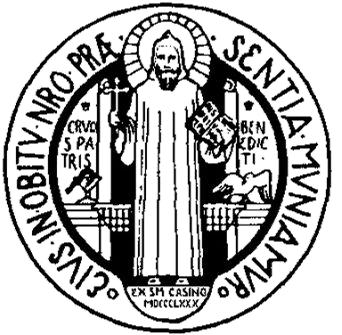
Medaglia di San Benedetto, frontale

Sul davanti della medaglia si trova San Benedetto con una croce nella mano destra, il simbolo cristiano della salvezza, e a sinistra la sua  regola  monastica. Alla destra di Benedetto, sotto la croce, c'è una coppa avvelenata, un riferimento alla leggenda secondo cui monaci ostili tentarono di avvelenarlo e la coppa contenente vino avvelenato si frantumò quando il santo fece il segno della croce su di essa. Alla sua sinistra, sotto la regola, il corvo che porta via una pagnotta di pane avvelenato. Da ciò deriva la tradizione che la medaglia protegge dall'avvelenamento.
Sopra la coppa e il corvo ci sono le parole CRUX SANCTI PATRIS BENEDICTI ("La croce del [nostro] Santo Padre Benedetto"). Intorno alla figura di San Benedetto ci sono le parole EIUS IN OBITU NRO (nostro) PRAESENTIA MUNIAMUR ("Che possiamo essere rafforzati dalla sua presenza nell'ora della nostra morte"), poiché i Benedettini lo consideravano un particolare protettore per una felice morte.
Sul retro il grande C S P B sta per Crux Sancti Patris Benedicti ("La croce del [nostro] Santo Padre Benedetto"). La croce invece contiene le lettere C S S M L - N D S M D, iniziali delle parole Crux sacra sit mihi lux - Non draco sit mihi dux ("Possa la santa croce essere la mia luce! Possa il demonio non essere mai il mio duce!"). Intorno al retro della medaglia ci sono le lettere V R S N S M V - S M Q L I V B, in riferimento a Vade retro Satana - Numquam suade mihi vana - Sunt mala quae libas - Ipse venena bibas ("Arretra Satana! Non mai tu possa persuadermi vanità! Sono cose cattive quelle che spargi. Tu stesso i veleni bevi!") E infine, in cima c'è la parola PAX che significa "pace".

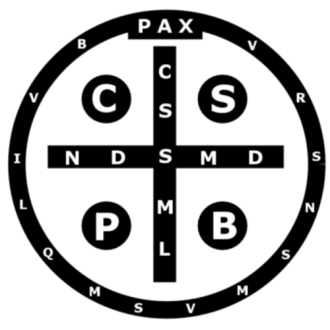
Medaglia di San Benedetto, retro

| Acronimi  | Testo in Latino                   | Testo in Italiano                                                                                                | Posizione                                         |
| --------- | --------------------------------- | --- | ------------------------------------------------- |
| PAX       | PAX                               | Pace | Alto                                              |
| C S P B   | Crux Sancti Patris Benedicti      | La croce del [nostro] Santo Padre Benedetto                                                                      | Quattro quadranti realizzati dalla croce centrale |
| C S S M L | Crux Sacra Sit Mihi Lux           | Possa la santa croce essere la mia luce!                                                                         | Croce centrale, barra verticale                   |
| N D S M D | Non [Numquam?] Draco Sit Mihi Dux | "Possa il demonio non essere mai il mio duce"                                                                    | Croce centrale, barra orizzontale                 |
| V R S     | Vade retro Satana                 | "Vai indietro Satana!" "Arretra Satana"                                                                          | In senso orario attorno al disco                  |
| N S M V   | Numquam Suade Mihi Vana           | "Non mai tu possa persuadermi vanità" "Non tentarmi mai con le tue vanità!" "Non convincermi di cose malvagie."  | In senso orario attorno al disco                  |
| S M Q L   | Sunt Mala Quae Libas              | "Sono cose cattive quelle che spargi" "Quello che mi offri è un male". "Quello che mi stai mostrando è cattivo." | In senso orario attorno al disco                  |
| I V B     | Ipse venena bibas                 | "Tu stesso i veleni bevi" "Bevi tu stesso il veleno!" "Bevi tu stesso i tuoi veleni."                            | In senso orario attorno al disco                  |

## Uso della medaglia

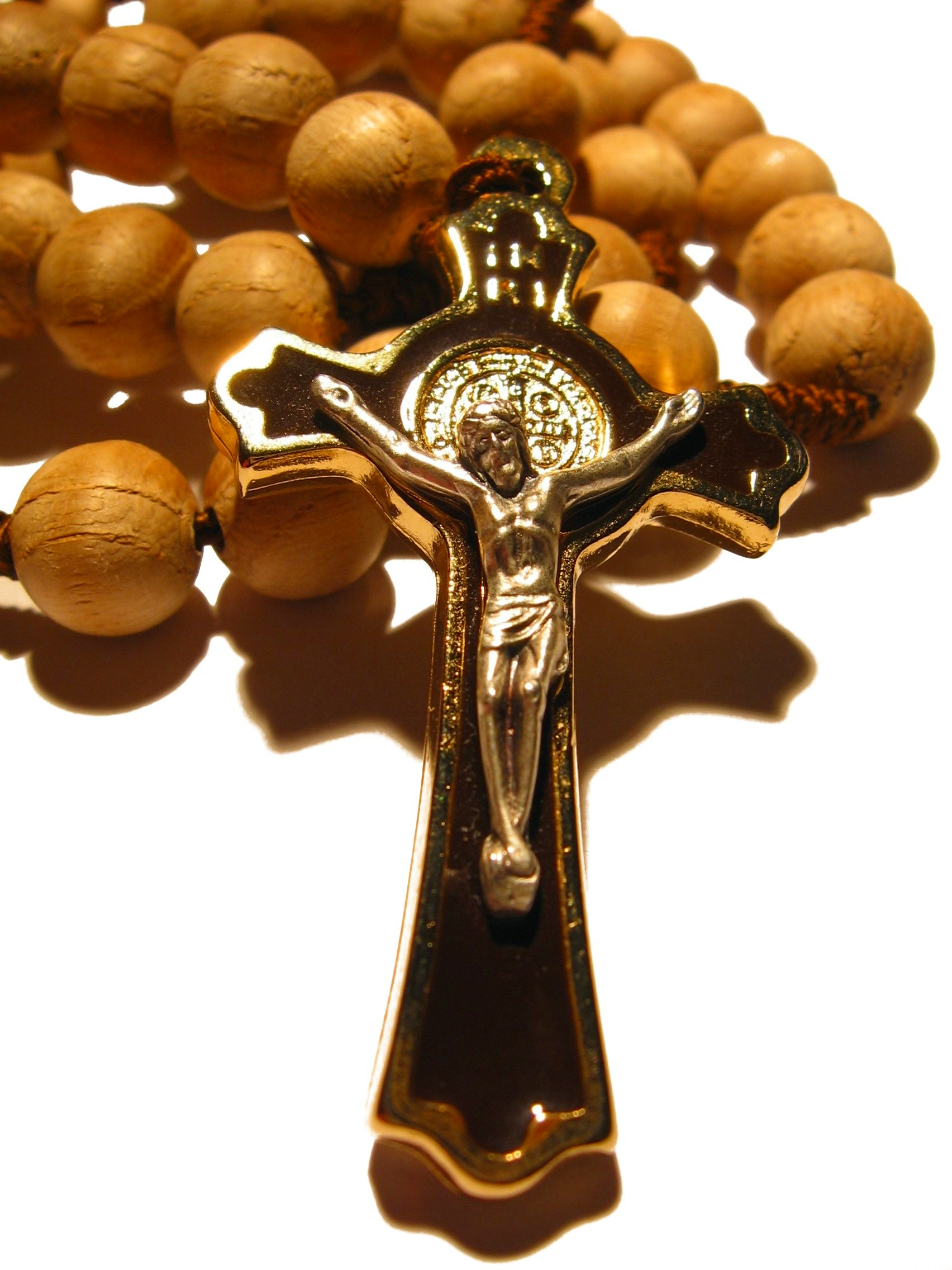
Un rosario domenicano con una croce di San Benedetto in allegato

I miracoli ottenuti invocando presso Dio l'intercessione di San Benedetto sono innumerevoli. Si attribuisce alla medaglia che porta il suo nome, ovviamente se debitamente benedetta da un prete, sia che la si tenga addosso, sia che si applichi sulle parti malate, sia che si beva l’acqua nella quale sia stata immersa, effetti prodigiosi contro le insidie del demonio, di aiuto nei pericoli e contro le malattie degli animali domestici. 
Ogni lettera dell’iscrizione presente sulla medaglia è parte integrante di un potente esorcismo di cui prima ne è stata data la spiegazione.
La medaglia non è un talismano e non ha un potere intrinseco particolare in sé. L'uso di qualsiasi articolo religioso è inteso come mezzo per ricordare Dio e per ispirare la volontà e il desiderio di servire Dio e il prossimo. La medaglia rappresenta una preghiera da parte dell'utilizzatore per invocare la benedizione e la protezione di Dio attraverso l'intercessione di San Benedetto. Non ci sono regole speciali prescritte per il suo utilizzo. Può essere indossato su una catena intorno al collo, trasportato sulla propria persona, collocato nel proprio veicolo, a casa o nella propria sede di lavoro. A volte è incorporato in un crocifisso per creare una "Croce di San Benedetto".
Gli Oblati laici di San Benedetto possono indossare la medaglia di San Benedetto invece del piccolo scapolare di stoffa nera.
La benedizione di San Mauro è abitualmente conferito ai malati con una reliquia della vera Croce, nella speranza di aiutare a ripristinare la loro salute. Poiché è spesso impossibile avere una reliquia della Vera Croce, nel 1959, la Sacra Congregazione dei Riti concesse il permesso di usare la medaglia di San Benedetto al posto della reliquia della Vera Croce per conferire la Benedizione.
Come per una serie di altri articoli religiosi, "I fedeli, che usano devotamente un articolo di devozione (crocifisso o croce, rosario, scapolare o medaglia) adeguatamente benedetti da qualsiasi sacerdote, ottengono una parziale indulgenza".

## Benedizione della medaglia
Le medaglie di San Benedetto sono sacramentali e possono essere benedette legittimamente da qualsiasi sacerdote o diacono, non necessariamente un benedettino.
È possibile utilizzare le parole seguenti:
R: Che ha creato il cielo e la terra.
V: Nel nome di Dio Padre Onnipotente, che ha fatto il cielo e la terra, i mari e tutto ciò che sono in essi, esorcizzo queste medaglie contro il potere e gli attacchi del malvagio. Possano tutti coloro che usano queste medaglie devotamente essere benedetti con la salute nell'anima e nel corpo. Nel nome del Padre Onnipotente, del Figlio Gesù Cristo nostro Signore e dello Spirito Santo, e nell'amore dello stesso Signore Gesù Cristo che verrà l'ultimo giorno per giudicare i vivi e il morto e il mondo dal fuoco.
R: Amen.
V: Preghiamo. Dio onnipotente, la fonte sconfinata di tutte le cose buone, chiediamo umilmente che, per intercessione di San Benedetto, riversi le tue benedizioni su queste medaglie. Possano coloro che ti usano devotamente e seriamente sforzarsi di compiere buone opere essere benedetti da te con la salute dell'anima e del corpo, la grazia di una vita santa e la remissione della punizione temporale dovuta al peccato.
Possano anche con l'aiuto del tuo amore misericordioso resistere alla tentazione del malvagio e sforzarsi di esercitare la vera carità e giustizia verso tutti, affinché un giorno possano apparire senza peccato e santi ai tuoi occhi. Questo lo chiediamo per Cristo nostro Signore.
R: Amen.»
La medaglia viene quindi cosparsa di acqua santa.